# Cinkov oksid
Cinkov oksid je anorganska spojina s kemijsko formulo ZnO. Gre za bel prah, netopen v vodi. Široko se uporablja kot aditiv številnim materialom in izdelkom, na primer plastičnim masam, keramiki, steklu, cementu, mazivom, barvam, mazilom, adhezivom, tesnilnim materialom, pigmentom, prehrani (kot vir cinka), baterijam ... V naravi se pojavlja v obliki minerala cinkita, vendar ga večino pridobijo sintetično.
V medicini se zaradi blagega adstringentnega delovanja uporablja v pastah, kremah ...